# Gouni
Gouni est une localité malienne, chef-lieu de la commune rurale du Méguétan, dans le cercle de Koulikoro et la région de Koulikoro. 

## Géographie
La localité de Gouni est située sur la rive droite du fleuve Niger face au chef-lieu régional Koulikoro, sur la rive opposée. 

## Population
La population de la ville est de 2 292 habitants en 2009. 